# Высокоэнтропийные сплавы
Высокоэнтропийные сплавы (ВЭС) — сплавы, которые содержат не менее 5 элементов, причём количество каждого из них не должно превышать 35 ат % и не должно быть меньше 5 ат. %. Для таких сплавов характерны повышенные, по сравнению с традиционными многокомпонентными сплавами, значения энтропии смешения Smix. Классическими примерами ВЭСов являются многокомпонентные сплавы, в которых элементы находятся в равной атомной доле . Термин «высокоэнтропийные сплавы» был введен тайваньским учёным Цзянь-Вэй Йе, поскольку при содержании в сплаве большого количества элементов при примерно равных пропорциях энтропия при смешивании существенно выше.
Одними из первых ВЭС стал сплав CrMnFeCoNi, изученный в 1995 году британцем Брайоном Кантором и получивший его имя (сплав Кантора).

## Традиционные, среднеэнтропийные и высокоэнтропийные сплавы
В настоящее время с точки зрения числа компонентов и энтропии смешения Smix выделяют три группы сплавов:
- Низкоэнтропийные или обычные (классические) сплавы, где главную роль играет один металл (однокомпонентные сплавы) либо присутствуют два химических элемента (металл+металл или металл+неметалл) в сопоставимых пропорциях (бинарные сплавы - например, бронза или латунь);
- Среднеэнтропийные — сплавы, в которых примерно в равных долях присутствуют три или четыре химических элемента (СЭС)[4].;
- Высокоэнтропийные — сплавы с пятью и более (до 13) составляющими[5][6].

Высокоэнтропийные сплавы выделены в особую группу, так как процессы структуро- и фазообразования в них, а также диффузионная подвижность атомов, механизм формирования механических свойств и термическая стабильность существенно отличаются от аналогичных процессов в традиционных сплавах. К последним относятся сплавы, в которых есть базовые элементы (Fe, Ni, Mо, Al и др.), определяющие кристаллическую структуру материала. Фазовый состав таких сплавов несложно прогнозировать исходя из двойных или тройных диаграмм состояния, а введение легирующих добавок приводит либо к твёрдорастворному упрочнению исходной решётки, либо к выделению в ней других  фаз.
Объяснение повышенного значения энтропии в ВЭС опирается на представления классической термодинамики о том, что энтропия смешения между растворимыми компонентами максимальна, когда эти компоненты находятся в эквиатомной концентрации . В приближении идеальных растворов конфигурационная энтропия смешения Smix сплава в таком случае записывается как Smix= R · ln n, где R — универсальная газовая постоянная, а n — число компонентов в сплаве. Поэтому значение энтропии смешения Smix в эквиатомных многокомпонентных сплавах растет с увеличением компонентов, входящих в такую систему. Высокие значения энтропии смешения (Smix>11 Дж/моль•К) в многокомпонентных эквиатомных (или околоэквиатомных) сплавах понижают свободную энергию, в результате чего существенно повышается вероятность реализации в них твёрдых растворов замещения, имеющих простую кристаллическую структуру. Действительно, структура многих пяти- и шестикомпонентных ВЭС образована однофазными твёрдыми растворами с ОЦК или ГЦК решёткой. Кристаллическая решётка в ВЭС, состоящая из атомов разнородных элементов с разным электронным строением и размерами, существенно искажена. Вследствие этих особенностей ВЭС обладают рядом улучшенных физических свойств, в том числе и механических. Для них характерны благоприятное сочетание прочности и пластичности, высокая устойчивость как к термическим, так и к механическим воздействиям.

## Четыре ключевые особенности
Из-за многокомпонентного состава ВЭСы принципиально отличаются от традиционных сплавов по четырём основным критериям, которые обусловлены особенностями микроструктуры и свойств этих сплавов. Эти четыре главные свойства — высокая энтропия, сильное искажение кристаллической решётки, медленная диффузия и эффект коктейля.

### Высокая энтропия
Эффект высокой энтропии является наиболее важным эффектом, поскольку именно он улучшает формирование твёрдых растворов и делает микроструктуру намного проще, чем можно было бы ожидать. Ранее предполагалось, что многокомпонентные сплавы будут иметь множество различных взаимодействий между элементами, и это приведёт к образованию множества различных видов двойных, тройных и четверных соединений и/или отдельных фаз. В результате такие сплавы должны бы были обладать сложной структурой, хрупкой по своей природе, однако в таких прогнозах не учитывается эффект высокой энтропии. На самом деле, согласно второму закону термодинамики, состояние смешивания с наименьшей свободной энергией Гиббса {\displaystyle \Delta G_{mix}=\Delta H_{mix}-T\Delta S_{mix}} было бы равновесным среди всех возможных состояний. Простые фазы, основанные на одном основном элементе, имеют небольшую энтальпию смешивания ({\displaystyle \Delta H_{mix}}) и низкую энтропию смешивания ({\displaystyle \Delta S_{mix}}), а сложные фазы имеют большую {\displaystyle \Delta H_{mix}}, но при этом низкую {\displaystyle \Delta S_{mix}}. С другой стороны, фазы твёрдых растворов, содержащие множество элементов, обладают средней {\displaystyle \Delta H_{mix}} и высокой {\displaystyle \Delta S_{mix}}. Это приводит к тому, что фазы такого твёрдого раствора становятся высококонкурентными в борьбе за равновесное состояние и более стабильными, особенно при высоких температурах.

### Сильное искажение кристаллической решётки
Поскольку в ВЭС обычно встречаются фазы твёрдого раствора с несколькими основными элементами, традиционная концепция кристаллической структуры расширяется с одно- или двухэлементной до многоэлементной. Каждый атом окружен атомами иных элементов и, таким образом, испытывает деформацию решетки и напряжение, в основном из-за разницы в размерах атомов. Считается, что, помимо этой разницы в размерах атомов, различная энергия связи и склонность к образованию кристаллической структуры у составляющих элементов вызывают ещё более сильное искажение решётки, поскольку между атомом и его ближайшими соседями существуют несимметричные связи и электронная структура. Именно эта деформация, как предполагается, является причиной некоторых механических, термических, электрических, оптических и химических свойств ВЭСов. Таким образом, в ВЭС общее искажение решётки будет более сильным, чем в традиционных сплавах, в которых большинство атомов матрицы (или атомов растворителя) однотипны с атомами их окружения.

### Медленная диффузия
Как показано в предыдущем разделе, ВЭСы в основном содержит случайный твёрдый раствор и/или упорядоченный твёрдый раствор. Их матрицы можно рассматривать как матрицы полного растворения. В ВЭСах диффузионные вакансии таких матриц полного растворения окружены атомами различных элементов и, таким образом, имеют особенную потенциальную энергию решётки (LPE — англ. lattice potential energy). Эта большая флуктуация LPE между узлами решетки приводит к тому, что узлы с низкой LPE могут служить ловушками и препятствовать диффузии атомов.

### Эффект коктейля
Эффект коктейля используется для подчёркивания улучшения свойств по крайней мере пятью основными элементами. Поскольку ВЭСы могут состоять из одной или нескольких фаз, свойства всего сплава зависят от общего вклада составляющих фаз. Кроме того, каждая фаза представляет собой твёрдый раствор и может рассматриваться как композит со свойствами, вытекающими не только из основных свойств составляющей по правилу смеси, но и из взаимодействий между всеми компонентами и из сильного искажения решетки. Эффект коктейля учитывает влияние многокомпонентных фаз атомного масштаба и многофазного композита в микромасштабе.

## Свойства и применение
В настоящее время изучено множество различных ВЭСов, и, несмотря на то, что исследования носят пока чисто научный характер и направлены на установление закономерностей влияния различных факторов (размер атомов, электроотрицательность, энтальпия смешения, электронная концентрация и т.д.) на свойства получаемых ВЭСов, среди исследованных сплавов есть материалы, которые по твердости, жаропрочности, жаростойкости, коррозионной стойкости, износостойкости
, термостабильности,  нижним границам температуры использования уже могут конкурировать с лучшими традиционными сплавами специального назначения и часто заметно превосходят их. 
Например, сплав титана, гафния, тантала и ниобия или хрома, марганца, железа, кобальта и никеляобладают очень высоким потенциалом для применения в качестве криогенных сплавов.
Высокоэнтропийные сплавы используют в качестве материалов для электроискрового легирования. Таким методом получают качественные защитные покрытия с длительным сроком службы.